# Phaolô Nguyễn Quang Đĩnh
Phaolô Nguyễn Quang Đĩnh (sinh năm 1973) là một Giám mục người Việt Nam, thuộc Giáo hội Công giáo Rôma. Ông hiện đảm nhận chức vụ Giám mục phụ tá của Giáo phận Hưng Hoá, trên danh nghĩa Giám mục Hiệu tòa Voncaria. Khẩu hiệu Giám mục của ông là "Chính Thầy đây, đừng sợ".
Sinh năm 1973 tại tỉnh Phú Thọ, chủng sinh Đĩnh đã theo học tại Đại chủng viện Thánh Giuse Hà Nội, từ năm 1998 đến năm 2005. Tháng 8 năm 2005, chủng sinh Phaolô Nguyễn Quang Đĩnh được truyền chức phó tế, và ba tháng sau đó, tháng 11 năm 2005, được truyền chức linh mục bởi Hồng y Crescenzio Sepe. Thời kỳ làm linh mục, ông từng đảm nhận vai trò phó xứ Dư Ba, quản Xứ Ngô Xá. Linh mục Đĩnh được cử đi du học trong tám năm, từ năm 2009 đến năm 2017 tại học viện Công giáo Paris, tốt nghiệp văn bằng Thạc sĩ Thần học Phụng vụ và các Bí tích. Trở về Việt Nam, ông đảm trách vai trò chính xứ Yên Tập, cùng kiên nhiệm các giáo xứ và chuẩn xứ khác. Linh mục Đĩnh cũng từng đảm nhận chức linh mục Quản hạt Hà-Tuyên-Hùng và trưởng ban Phụng tự Giáo phận Hưng Hóa, cũng như Tổng đại diện giáo phận.
Tháng 3 năm 2025, Giáo hoàng Phanxicô bổ nhiệm linh mục Phaolô Nguyễn Quang Đĩnh làm Giám mục phụ tá Giáo phận Hưng Hóa. Lễ tấn phong cho ông đã được cử hành vào ngày 27 tháng 5 cùng năm, dưới thời tân giáo hoàng Lêô XIV.

## Thân thế và tu học
Giám mục Tân cử Nguyễn Quang Đĩnh sinh ngày 18 tháng 5 năm 1973, tại thôn Phù Lao, xã Sơn Thủy, huyện Thanh Thủy, tỉnh Phú Thọ. Về địa giới tôn giáo, thuộc địa bàn giáo xứ Phù Lao, giáo hạt Tây Nam Phú Thọ, Giáo phận Hưng Hóa. Song thân là ông Anphongsô Nguyễn Quang Huy (1932(?)–2020) và bà Maria Lê Thị Tinh (1939(?)–2022). Trong giai đoạn từ năm 1998 đến năm 2005, chủng sinh Đĩnh theo học thần học và triết học tại Đại chủng viện Thánh Giuse Hà Nội. Chủng sinh Đĩnh sau đó được truyền chức Phó tế vào ngày 13 tháng 8 năm 2005 tại Nhà thờ chính tòa Sơn Tây; và được truyền chức linh mục ngày 29 tháng 11 cùng năm tại Nhà thờ Lớn Hà Nội bởi Hồng y Tổng trưởng Bộ Loan báo Tin Mừng cho các Dân tộc Crescenzio Sepe.

## Thời kỳ linh mục
Trong thời kỳ làm linh mục, linh mục Nguyễn Quang Đĩnh là linh mục phó xứ Dư Ba, từ ngày 20 tháng 1 đến ngày 27 tháng 3 năm 2006. Sau đó, ông đảm nhận quản xứ giáo xứ Ngô Xá, từ ngày 23 tháng 9 năm 2006 đến khi du học tại Đại học Công Giáo Paris (Institut Catholique de Paris) vào ngày 23 tháng 9 năm 2009. Linh mục Đĩnh theo học tại đây cho đến ngày 26 tháng 1 năm 2017. Ông tốt nghiệp văn bằng Thạc sĩ Thần học Phụng vụ và các Bí tích vào ngày 18 tháng 1 cùng năm. Trở về Việt Nam, từ ngày 11 tháng 2 năm 2017, ông đảm trách chức chính xứ Yên Tập, cùng kiêm nhiệm các giáo xứ Ro Lục, Tiên Phong (cho đến năm tháng 3 năm 2019), cũng như các chuẩn xứ Mộ Xuân và Hương Tran cho đến năm 2019. Trong giai đoạn từ tháng 3 năm 2019 đến tháng 6 năm 2022, linh mục Phaolô Đĩnh đảm trách chức chính xứ Tuyên Quyên, kiêm quản lý các giáo xứ Vân Du, Lã Hoàng, Ân Thịnh và Trại Cỏ. Ông cũng kiêm chức linh mục Quản hạt Hà-Tuyên-Hùng Song song với các giáo vụ kể trên, ông đảm trách chức Trưởng Ban Phụng Tự giáo phận Hưng Hóa, từ năm 2017 đến năm tháng 4 năm 2023.
Từ tháng 4 năm 2022, linh mục Nguyễn Quang Đĩnh là Tổng đại diện Giáo phận Hưng Hóa, kiêm chính xứ Chính tòa Giáo phận Hưng Hóa (giáo xứ Sơn Tây) kể từ tháng 6 cùng năm. Ngoài hai giáo vụ kể trên, ông còn kiêm quản lý giáo xứ Sơn Đông, và phụ trách Chủng sinh đã tốt nghiệp đại chủng viện trong năm Mục vụ.

## Thời kỳ giám mục

### Bổ nhiệm và chúc mừng
Ngày 15 tháng 3 năm 2025, Văn phòng Báo chí Tòa Thánh loan tin Giáo hoàng Phanxicô bổ nhiệm linh mục Phaolô Nguyễn Quang Đĩnh làm Giám mục Hiệu tòa Voncaria, Giám mục phụ tá Giáo phận Hưng Hóa. Tại Giáo phận Hưng Hóa, trong cùng ngày bổ nhiệm, Giám mục giáo phận Đa Minh Hoàng Minh Tiến đã công bổ tin bổ nhiệm với sự hiện diện của các linh mục thuộc Ban Tư Vấn, các linh mục quản hạt và các nữ tu dòng Mến Thánh Giá Hưng Hóa. Giám mục Tân cử cùng các thành phần tham dự đã cử hành giờ Chầu Thánh Thể để tạ ơn.
Trẻ hơn Giám mục Giuse Vũ Công Viện gần hai tháng tuổi, Giám mục Tân cử Nguyễn Quang Đĩnh hiện là giám mục trẻ tuổi nhất trong hàng giám mục Việt Nam.
Ngày 8 tháng 4 năm 2025, Giám mục Hoàng Minh Tiến ký văn thư bổ nhiệm linh mục Giuse Nguyễn Đình Tuyến làm tân chính xứ Chính tòa Sơn Tây, kế vị Giám mục Tân cử Nguyễn Quang Đĩnh. Lễ nhận xứ đã được cử hành vào sáng ngày hôm sau, 9 tháng 4 năm 2025. Chủ sự buổi lễ là Giám mục Tiến, trong khi nguồn tin từ website giáo phận Hưng Hóa không cho thấy giám mục tân cử Nguyễn Quang Đĩnh tham dự lễ bàn giao cho linh mục xứ kế vị. Linh mục Tuyến nguyên là linh mục chính xứ An Thịnh và Quản hạt Yên Bái.
Sáng ngày 15 tháng 5 năm 2025, tại Trung tâm mục vụ Giáo phận Hưng Hóa, các linh mục Quản hạt, các linh mục và đại diện các giáo dân đã chúc mừng Giám mục phụ tá Tân cử Nguyễn Quang Đĩnh. Trong bài viết nói về sự kiện trên, Giáo phận Hưng Hóa chính thức công bố Lễ tấn phong Giám mục cho tân giám mục dự kiến được cử hành tại Nhà thờ chính tòa Sơn Lộc vào sáng ngày 27 tháng 5 năm 2025. Đại diện các cấp chính quyền của 10 tỉnh thành mà Giáo phận Hưng Hóa thuộc về đã đến thăm và chúc mừng giám mục tân cử vào sáng ngày 23 tháng 5 tại Tòa giám mục Hưng Hóa.

### Khẩu hiệu và huy hiệu
Tân giám mục cũng đã giải thích Khẩu hiệu và Huy hiệu Giám mục của mình trong một bài viết đăng trên trang tin Giáo phận Hưng Hóa vào ngày 17 tháng 5.  Khẩu hiệu Chính Thầy đây, đừng sợ (“Ego sum, nolite timere” (sách Kinh Thánh Mác-cô Chương 6 câu 50)), với vai trò nhưng lời trấn an cho tân giám mục từ Thiên Chúa trước sứ mạng giám mục và cũng đóng vai trò lời nhắn gửi đến các giáo sĩ, tu sĩ và giáo dân không ngần ngại gặp gỡ tân giám mục. Huy hiệu gồm nhiều hình ảnh biểu tượng: chim bồ câu (Chúa Thánh Thần), Chúa Giêsu Mục Tử (đại diện cho hình ảnh mục tử tốt lành), trái tim (đại diện cho Đức Mẹ vô nhiễm nguyên tội), thanh gươm và quyển sách (thánh bổn mạng Phaolô) và ruộng bậc thang và núi rừng (biểu trưng của vùng Tây Bắc). Huy hiệu của Tân giám mục có hình nền hai màu vàng và trắng, là hai màu trong quốc kỳ Tòa Thánh, biểu trưng cho sự "hiệp hành và hiệp thông" với Giáo hội Công giáo toàn cầu.

### Tấn phong và tạ ơn
Ngày 25 tháng 5 năm 2025, Văn phòng Tòa Giám mục Hưng Hóa chính thức phát đi thông báo về nghi thức Tuyên xưng Đức Tin và lễ tấn phong cho tân giám mục Nguyễn Quang Đĩnh. Cụ thể, nghi thức tuyên xưng sẽ được cử hành vào tối ngày 26 tháng 5 tại Nhà nguyện Tòa giám mục Hưng Hóa, trong khi lễ tấn phong sẽ được cử hành vào sáng ngày 27 tháng 5 tại Nhà thờ chính tòa Sơn Lộc. Đúng như dự định, nghi thức tuyên xưng Đức Tin và thề hứa trung thành với Giáo hội Công giáo đã được Giám mục Tân cử thực hiện vào chiều ngày 26 tháng 5 tại Nhà nguyện Tòa Giám mục Hưng Hóa. Giám mục Đa Minh Hoàng Minh Tiến chủ sự giờ kinh nguyện này. Tham dự có Tổng giám mục Marek Zalewski, Đại diện Tòa Thánh tại Việt Nam, các giám mục, giáo sĩ, tu sĩ, thân nhân của tân giám mục. Giám mục Tiến, Tổng giám mục Zalewski và Giám mục Tân cử Đĩnh đã ký tên vào văn bản tuyên xưng dùng trong nghi thức.
Lễ tấn phong Giám mục của Giám mục Phaolô Nguyễn Quang Đĩnh được cử hành vào sáng ngày 27 tháng 5 năm 2025 tại Nhà thờ chính tòa Sơn Lộc. Ngoài các giám mục của Hưng Hóa, Tổng giám mục Marek Zalewski và 31 giám mục thuộc Hội đồng Giám mục Việt Nam đã tham dự: giáo tỉnh Hà Nội gồm 14 giám mục, Giáo tỉnh Huế có 6 giám mục và Giáo tỉnh Sài Gòn có 11 giám mục tham dự. Chủ phong trong nghi thức truyền chức là Giám mục Hoàng Minh Tiến, trong khi hai giám mục phụ phong là Giám mục Giáo phận Cần Thơ Phêrô Lê Tấn Lợi và Giám mục Giáo phận Ban Mê Thuột Gioan Baotixita Nguyễn Huy Bắc. Giáo dân thuộc nhiều sắc tộc đã đến tham dự buổi lễ này. Giám mục Antôn Vũ Huy Chương phụ trách giảng lễ, giám mục Chương xác nhận Giám mục Đĩnh là giám mục [Việt Nam] đầu tiên xuất thân từ tỉnh Phú Thọ, Việt Nam, dù giáo dân Giáo phận Hưng Hóa có gần một nửa số lượng là cư dân tỉnh này.
Tân giám mục đã cử hành lễ tạ ơn của mình tại giáo xứ quê nhà Phù Lao vào sáng ngày 28 tháng 5 năm 2025.

## Tông truyền
Giám mục Phaolô Nguyễn Quang Đĩnh được tấn phong giám mục năm 2025, thời Giáo Hoàng Lêô XIV, bởi:
- Giám mục Chủ phong: Giám mục Đa Minh Hoàng Minh Tiến, Giám mục chính tòa Giáo phận Hưng Hóa
- Hai giám mục Phụ phong: Giám mục Phêrô Lê Tấn Lợi, Giám mục chính tòa Giáo phận Cần Thơ và Giám mục Gioan Baotixita Nguyễn Huy Bắc, Giám mục chính tòa Giáo phận Ban Mê Thuột.

Dưới đây là sơ đồ tính Tông truyền từ giám mục Việt Nam đầu tiên được giám mục ngoại quốc chủ phong cho đến đời Giám mục Phaolô Nguyễn Quang Đĩnh.